# Hyde Park Corner (metropolitana di Londra)
Hyde Park Corner è una stazione della metropolitana di Londra, situata nel punto omonimo della City of Westminster e facente parte della Travelcard Zone 1.
È servita dalla Piccadilly Line ed è posta tra le stazioni di Knightsbridge e Green Park.

## Storia
La stazione originaria venne inaugurata il 15 dicembre 1906 dalla Great Northern, Piccadilly and Brompton Railway (GNP&BR). Era la stazione di collegamento tra le due compagnie originali, la London United Railway e la Piccadilly and City Railway, che vennero fuse dopo che il Parlamento impose che la linea tra Hammersmith e Finsbury Park venisse costruita come un progetto unico, in quella che è oggi la linea Piccadilly.
L'edificio originale, progettato dall'architetto Leslie Green e caratterizzato dalla tipica facciata in terracotta rossa color "sangue di bue"  si trova a sud dell'incrocio fra Knightsbridge, Grosvenor Place e Piccadilly. Questo ingresso venne chiuso il 23 maggio 1932 quando, con la sostituzione degli ascensori con scale mobili, si passò all'utilizzo di un nuovo atrio di accesso alla stazione situato sotto il piano stradale, una delle poche completamente interrate nella rete dei trasporti londinese. L'edificio originale venne trasformato in una pizzeria fino al 2010, mentre dal 2012 ospita un albergo, il Wellesley Hotel. In corrispondenza di questo ingresso si trova tuttora una scala di accesso di emergenza, mentre i vecchi pozzi degli ascensori ora ospitano condotti di ventilazione.
Nella nuova stazione aperta nel 1932 si trovavano, incastonati nelle mura, alcuni diorami raffiguranti lo sviluppo della rete degli autobus londinesi. Molti di questi sono andati perduti, ma alcuni sono conservati nelle collezioni del London Transport Museum.
Il rinnovo della stazione coincise con la chiusura della vicina stazione di Down Street, che era già poco utilizzata e fu dismessa il 21 maggio 1932.
Allo scoppio della seconda guerra mondiale, la stazione rimase chiusa dal 31 agosto all'8 dicembre 1939, come altre sezioni della rete metropolitana, per lavori di messa in sicurezza tra i quali l'installazione di paratie anti allagamento.
La stazione è rimasta chiusa dal 19 marzo al 13 luglio 2020 nell'ambito della misure sanitarie legate alla Pandemia di COVID-19.

## Strutture e impianti
La stazione è compresa nella Travelcard Zone 1.

## Interscambi
Nelle vicinanze della stazione effettuano fermata numerose linee urbane automobilistiche, gestite da London Buses.
- Fermata autobus

## Galleria d'immagini

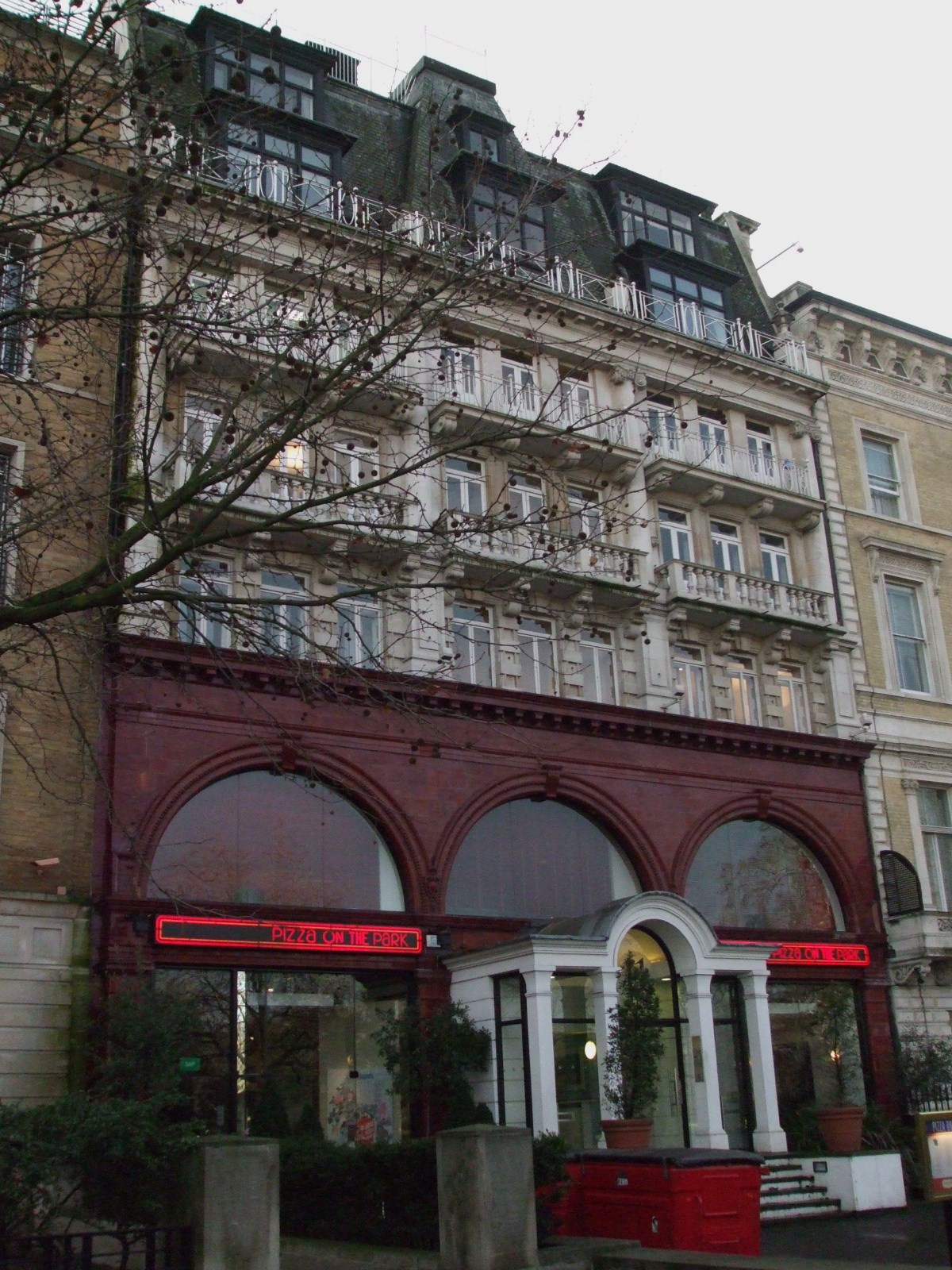
Il vecchio edificio della stazione progettato da Leslie Green, fotografato nel 2009
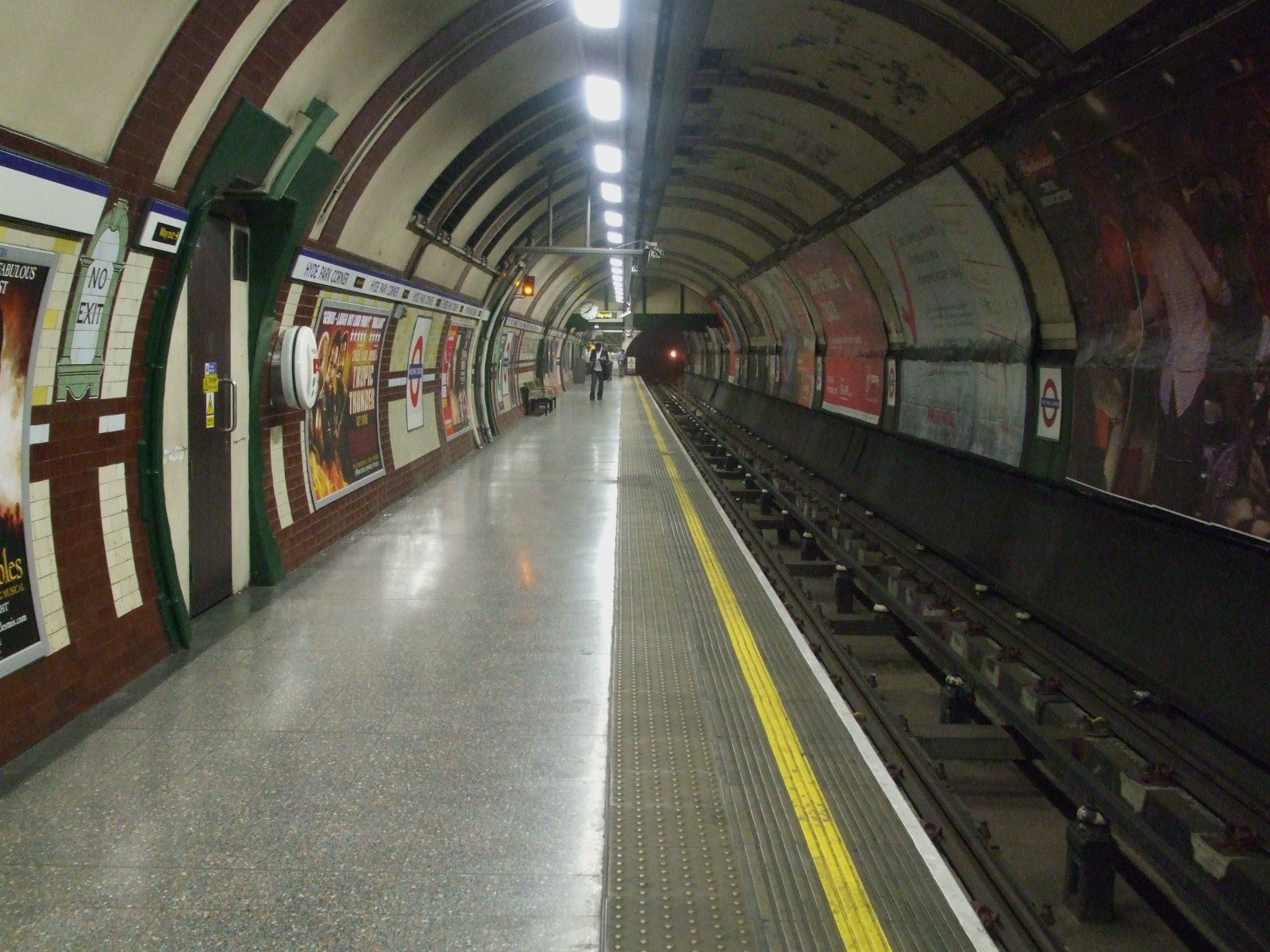
Piattaforma in direzione ovest
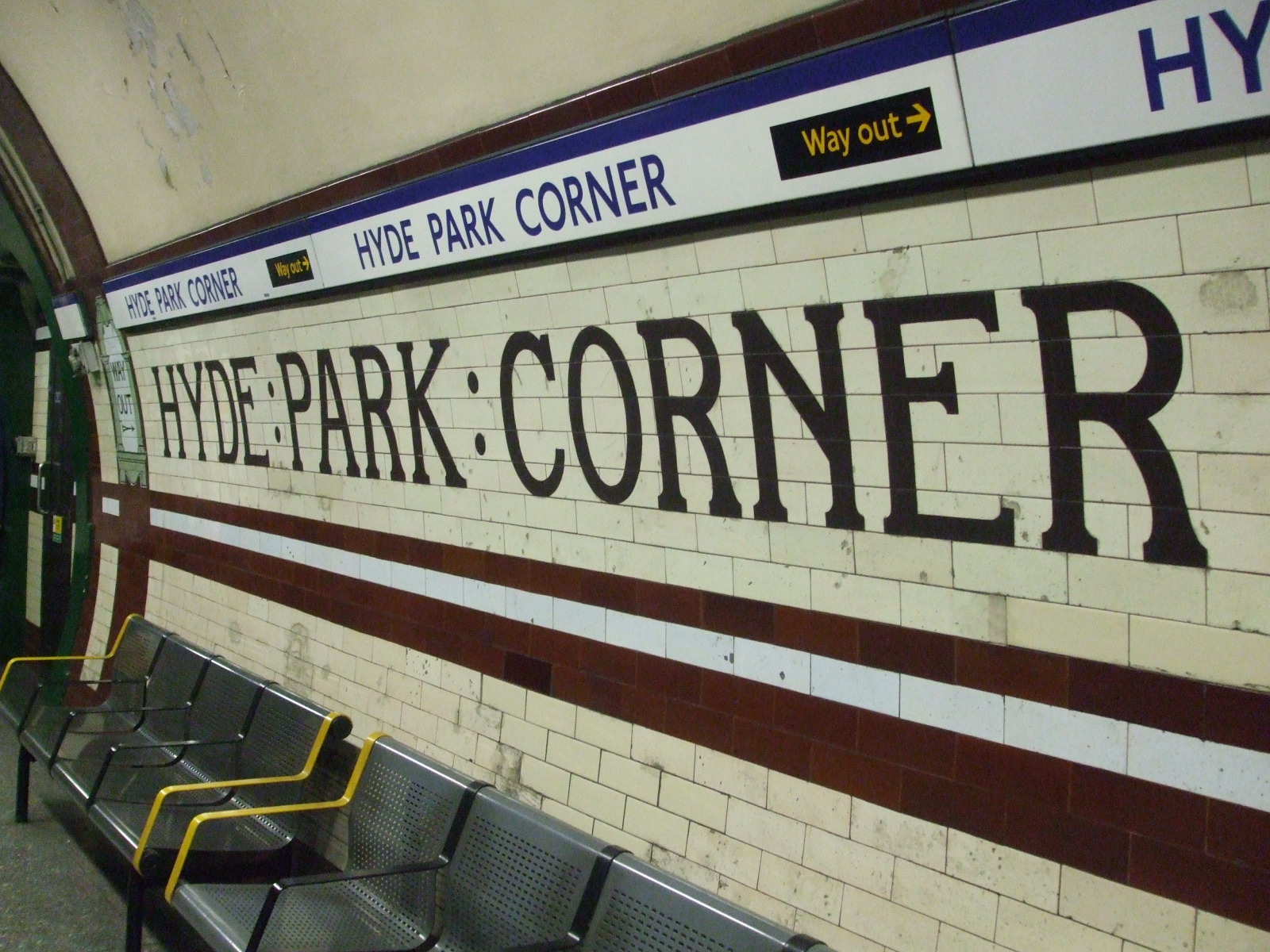
Piastrelle decorative sulla piattaforma della stazione
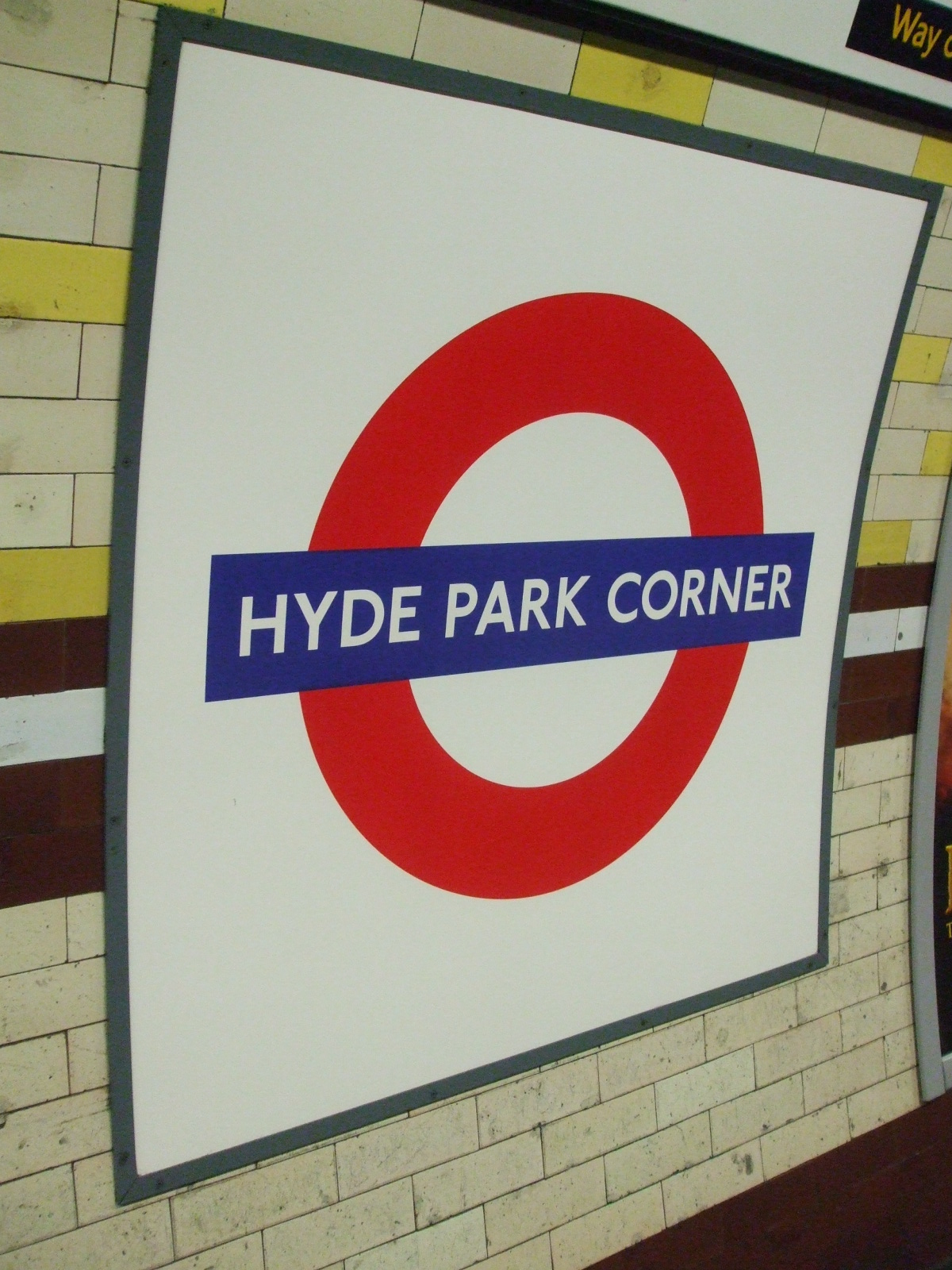
Roundel sulla piattaforma della stazione